# Timoteo da Monticchio
Timoteo da Monticchio (Monticchio, 1444 – Ocre, 22 agosto 1504) è stato un presbitero italiano dell'Ordine dei frati minori.
Fu beatificato, per equipollenza, da papa Pio IX nel 1870.

## Biografia
Nato da una famiglia di contadini, abbracciò in giovane età la vita religiosa nell'ordine francescano e fu ordinato sacerdote.
Fu maestro dei novizi nel convento di Campli; fu sempre fedele allo spirito dell'osservanza francescana.
Passò da Campli al convento di Sant'Angelo a Ocre, dove morì.

## Culto
Ebbe fama di doni mistici, soprattutto visioni della Vergine e san Francesco.
Il suo culto fu confermato da papa Pio IX il 10 marzo 1870.
Il suo elogio si legge nel Martirologio romano al 22 agosto.